# Rajd Wełtawy 1972
Rajd Wełtawy 1972 (13. Rallye Vltava) – 13. edycja rajdu samochodowego Rajd Wełtawy rozgrywanego w Czechosłowacji. Rozgrywany był od 29 czerwca do 2 lipca 1972 roku. Była to jedenasta runda Rajdowych Mistrzostw Europy w roku 1972.

## Klasyfikacja rajdu
| Miejsce                      | Kierowca                     | Pilot                        | Samochód                     | Czas                         | Strata                       |                              |
| Klasyfikacja generalna i ERC | Klasyfikacja generalna i ERC | Klasyfikacja generalna i ERC | Klasyfikacja generalna i ERC | Klasyfikacja generalna i ERC | Klasyfikacja generalna i ERC | Klasyfikacja generalna i ERC |
| ---------------------------- | ---------------------------- | ---------------------------- | ---------------------------- | ---------------------------- | ---------------------------- | ---------------------------- |
| 1.                           | Vladimír Hubáček             | Vojtěch Rieger               | Alpine-Renault A110 1600     | 2:34:44                      | 0.0                          |                              |
| 2.                           | Josef Srnský                 | Jiří Syrovátko               | Škoda 110 R                  | 2:39:34                      | +4:50                        |                              |
| 3.                           | Zdeněk Halada                | Karel Kozák                  | BMW 2002 Ti                  | 2:43:07                      | +8:23                        |                              |
| 4.                           | Gunnar Casselsjo             | Marianne Sterner             | Opel Ascona                  | 2:43:35                      | +8:51                        |                              |
| 5.                           | Oldřich Horsák               | Jiří Motal                   | Škoda 120 S Rallye           | 2:44:10                      | +9:26                        |                              |
| 6.                           | Folker Löw                   | Willi-Peter Pitz             | Opel Ascona 1.6 SR           | 2:47:31                      | +12:47                       |                              |
| 7.                           | Karel Šimek                  | Josef Slavík                 | Škoda 100 L                  | 2:50:33                      | +15:49                       |                              |
| 8.                           | Miloš Vodseďálek             | Oto Landecký                 | Škoda 110 L                  | 2:53:19                      | +18:35                       |                              |
| 9.                           | Falko Jansen                 | Karel Sedlacek               | Ford Capri                   | 3:00:53                      | +26:09                       |                              |
| 10.                          | Václav Blahna                | Ivan Balík                   | Škoda 110 L Rallye           | 3:08:41                      | +33:57                       |                              |